# チャーチ・オブ・クライストと関連のある教育機関の一覧
チャーチ・オブ・クライストと関連のある教育機関の一覧は、チャーチ・オブ・クライストと関連のある大学等の教育機関を国別に分類して一覧にする。現存しない教育機関も含める。

## 日本
- 茨城キリスト教大学 - 茨城県日立市 - チャーチ・オブ・クライストのアメリカ人牧師たちにより設立され[1]、当初は同協会より派生したキリストの教会(無楽器派)の牧師を養成する神学校だった。キリスト教学科は2005年に廃止[2]されているが、現在もキリスト教精神に基づいた教育が行われている[3]。

## アメリカ合衆国[4]

### 公認大学
- ハーディング大学 - (Harding University) - アーカンソー州サーシー
- リプスコム大学 - (Lipscomb University) - テネシー州ナッシュビル
- ペパーダイン大学 - (Pepperdine University) - カリフォルニア州マリブ
- アビリーンクリスチャン大学 (en) - (Abilene Christian University) - テキサス州アビリーン
- リプスコム大学オースティンセンター - (Lipscomb University Austin Center) - テキサス州オースティン
- オクラホマクリスチャン大学 (en) - (Oklahoma Christian University) - オクラホマ州エドモンド
- ラボッククリスチャン大学 (en) - (Lubbock Christian University) - テキサス州ラボック
- フリード・ハードマン大学 (en) - (Freed-Hardeman University) - テネシー州ヘンダーソン
- フォークナー大学 (en) - (Faulkner University) - アラバマ州モンゴメリー
- アンバートン大学 (en) - (Amberton University) - テキサス州ガーランド
- アムリッジ大学 (en) - (Amridge University) - アラバマ州モンゴメリー
- クローリーズリッジ大学 (en) - (Crowley's Ridge College) - アーカンソー州パラゴールド
- ヘリテッジ・クリスチャン大学 (en) - (Heritage Christian University) - アラバマ州フローレンス
- ネーションズ大学 (en) - (Nations University) - ルイジアナ州ニューオーリンズ
- ローチェスター・クリスチャン大学 (en) - (Rochester Christian University) - ミシガン州ローチェスター
- サウスウェスタン・クリスチャン大学 (en) - (Southwestern Christian College) - テキサス州テレル
- ヨーク大学 (en) - (York College)  - ネブラスカ州ヨーク

### その他教育機関
- ハーディングアカデミー (Harding Academy) アーカンソー州サーシー - ハーディング大学の付属校。 K-12 (幼小中高等教育）
- ハーディングアカデミーオブメンフィス (en) (Harding Academy of Memphis) テネシー州メンフィス - K-12 (幼小中高等教育）
- リプスコムアカデミー (Lipscomb Academy) (en) テネシー州ナッシュビル -　リプスコム大学の付属校。 K-12 (幼小中高等教育）
- セントラルアーカンソークリスチャンスクールズ (Central Arkansas Christian Schools) - アーカンソー州ノースリトルロック K-12 (幼小中高等教育）
- クローリーズリッジアカデミー (Crowley's Ridge Academy) (en) アーカンソー州パラゴールド - クローリーズリッジ大学の付属校。K-12 (幼小中高等教育）。
- コロンビアクリスチャンスクールズ (en) (Columbia Christian Schools) オレゴン州ポートランド K-12 (幼小中高等教育）

#### かつて存在した教育機関
- ハーディング神学校 (en) (Harding School of Theology) - テネシー州メンフィス - 2024年にハーディング大学メインキャンパスに併合される形で廃校[5]。
- オハイオバレー大学 (en) (Ohio Valley University)  - ウエストバージニア州ビエナ - 2022年に廃校[6]。

## カナダ[7]
- グレート・レイクス・バイブル大学 (en) (Great Lakes Bible College) - オンタリオ州ウォータールー
- グレート・レイクス・クリスチャン・ハイスクール (en) (Great Lakes Christian High School) - オンタリオ州ビームズビル　グレート・レイクス・バイブル大学の付属校。

### かつて存在した教育機関
- ウエスタンクリスチャンカレッジ (en) - (Western Christian College) -サスカチュワン州レジャイナ - 2012年廃校。

## オーストラリア[8]
- オーストラリア・カレッジオブミニストリー (en) - ニューサウスウェールズ州シドニー

## ナイジェリア
オボング大学 (en) - (Obong University) - アクワ・イボム州
マージョリー・バッシュ医科・技術大学  (Marjorie Bash College of Health Sciences and Technology) - アビア州アバ

## マラウィ[9]
ムズズ・バイブルカレッジ (en)- (Mzuzu Bible College) - 北部州ムズズ